# NGC 169
NGC 169 је спирална галаксија у сазвежђу Андромеда која се налази на NGC листи објеката дубоког неба.
Деклинација објекта је + 23° 59' 29" а ректасцензија 0h 36m 51,7s. Привидна величина (магнитуда) објекта NGC 169 износи 12,4 а фотографска магнитуда 13,2. Налази се на удаљености од 75,710 милиона парсека од Сунца. NGC 169 је још познат и под ознакама UGC 365, MCG 4-2-35, CGCG 479-44, IRAS 00342+2342, KCPG 13B, ARP 282, PGC 2202.